# ヘンリー・S・ホワイトヘッド
ヘンリー・S・ホワイトヘッド（Henry St. Clair Whitehead、1882年3月5日 - 1932年11月23日）は、アメリカ合衆国の宗教家、ホラー小説家。

## 略歴
ニュージャージー州エリザベス生まれ。 1904年、ハーバード大学卒業（このときの同級生にアメリカ合衆国第32代大統領・フランクリン・D・ルーズベルトがいる）。
その後、コネチカット州ミドルタウンのバークレー神学校に通い、1912年、米国聖公会(The Episcopal Church)の助祭に叙階された。1918年から1919年、ニューヨークのセント・メアリー教会の牧師を務める。1921年から1930年にかけてアメリカ領ヴァージン諸島のセント・クロイ島で大執事（Archdeacon）として布教活動に従事しつつ、1924年『ウィアード・テイルズ』誌に短編怪奇小説「お茶の葉」（Tea Leaves）を発表。
以後、主に西インド諸島に伝わる土着の信仰や呪術などを題材にした怪奇小説を執筆し、『ウィアード・テイルズ』『ブラック・マスク』『ストレンジ・テイルズ』などのパルプ・マガジンに掲載された。
その後、フロリダ州ダニーデンの善き羊飼いの教会(the Church of the Good Shepherd)で教区牧師を務める。
H・P・ラヴクラフトとの親交も厚く、1931年にはラブクラフトがダニーデンのホワイトヘッド宅に数週間滞在している。互いの著作に関する意見交換も活発に行っていた。
慢性胃潰瘍のため、1932年11月23日に死去。

## 日本語訳作品
- 『ジャンビー』(国書刊行会、ドラキュラ叢書9)
  - 「樹の人」（The Tree-Man、赤井敏夫訳）
  - 「黒い獣」（The Black Beast Adventure、高木国寿訳）
  - 「黒い恐怖」（Black Terror、荒俣宏訳）

『アメリカ怪談集』（編：荒俣宏、河出文庫）にも収載
  - 「カシアス」（Cassius、荒俣宏訳）
  - 「わな」（The Trap、荒俣宏訳）

『恐怖の探究』（平井呈一, 中島河太郎, 紀田順一郎共編、新人物往来社、怪奇幻想の文学4）にも収載
「罠」の訳題で『ラヴクラフト全集(別巻 上)』（大瀧啓裕訳、創元推理文庫）にも収載
  - 「お茶の葉」（Tea Leaves、荒俣宏訳）

「幻想と怪奇 No.12」(1974年10月号)にも収載
『旅ゆけば物語』（安野光雅, 森毅, 井上ひさし, 池内紀共編、筑摩書房、ちくま文学の森13）にも収載
『新編 魔法のお店』（荒俣宏編、ちくま文庫）にも収載
『都』(ポプラ社、百年文庫50）にも収載
  - 「ジャンビー」（Jumbee、荒俣宏訳）
  - 「月時計」（The Moon-Dial、森田暁訳）
- 「悪霊夫人」（Mrs. Lorriquer、高木国寿訳）
『ウィアードテールズ3』（那智史郎, 宮壁定雄編、国書刊行会）に収載
- 「チャドボーン奇談」（The Chadbourne Episode、牧原勝志訳）
『ナイトランド・クォータリー Vol.4』(アトリエサード)に収載
- 「開かずの間」（The Shut Room、牧原勝志訳）
『ナイトランド・クォータリー Vol.10』(アトリエサード)に収載
- 「ウイリアムスン」（Williamson、高木国寿訳）
『怪物の時代』（紀田順一郎, 荒俣宏編、新人物往来社、怪奇幻想の文学5）に収載
- 「唇」（The Lips、夏来健次訳）
『怪奇文学大山脈(III) - 諸雑誌氾濫篇』（荒俣宏編、東京創元社）に収載
- 「挫傷」（The Bruise、森瀬繚訳）
『クトゥルーの呼び声』(星海社)に収載